# Sonvico
Sonvico (in tedesco Sonvix, desueto, in dialetto ticinese Sonvìch) è un quartiere di 1 941 abitanti del comune svizzero di Lugano, nel Canton Ticino (distretto di Lugano). Si trova a circa 10 km dal centro di Lugano e all'inizio della Valcolla.
Il Comune di Sonvico con la Frazione di Dino si è incotporato con Lugano nel 2013.

## Geografia fisica
Il quartiere è posto alle pendici del monte Sorivo (anche detto colle di San Martino), a pochi chilometri dal centro di Lugano. Vi scorrono due fiumi, il Cassarate e il Franscinone, e numerosi rigagnoli minori. Il suo grande e denso centro storico del nucleo, È sovrastato dall'imponente formazione calcarea denominata Denti della Vecchia, il suo territorio uno dei più vasti della regione per superficie, con grandi selve castanili e di faggio.

## Storia

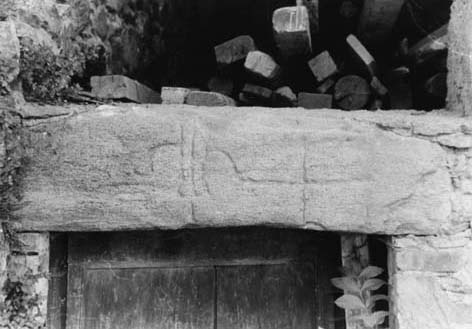
La lapide etrusca rinvenuta a Sonvico

La storia di Sonvico, che deve il suo nome alla posizione su un promontorio (summus vicus, in latino "il villaggio più alto") è molto antica: sono stati trovati reperti dell'età del bronzo e di quella del ferro. Numerosi anche i reperti pre-romani e romani: in particolare una lapide etrusca, alcuni reperti romani a San Martino, e monete, monili e suppellettili longobarde. Tracce più recenti sono ancora visibili, come le mura medioevali che cintavano completamente il borgo.
Il paese è citato per la prima volta nel 1146 nella forma Summo Vico, mentre alcuni documenti del XIX secolo fanno riferimento all'atto di donazione, successivamente ritenuto dagli storici un falso del XII secolo, con il quale il 2 aprile 724 re Liutprando avrebbe ceduto la basilica di San Carpoforo di Como a Sonvico. Nell'archivio parrocchiale è conservata una pergamena del X secolo con tracce di scrittura onciale.
Del castello di Sonvico, rinnovato verso la fine del XV secolo su volere del duca di Milano Ludovico il Moro, si parla in documenti del 1326, nei quali la comunità locale viene chiamata "Castellanza". Il centro, che ottenne lo statuto di "Terra privilegiata", fu dominio dei duchi di Milano dall'inizio del XV secolo fino al 1512. Nel 1415 Filippo Maria Visconti concesse al paese stemmi e sigilli. Pochi anni dopo, nel 1473, le leggi municipali furono raccolte nel Libbro degli Statuti della Magnifica Comunità di Sonvico Nel 1512, infine, Massimiliano Sforza lo cedette alla Confederazione elvetica: quest'ultima confermò lo statuto di "Terra privilegiata", ma nel prendere possesso del borgo lo distrusse.

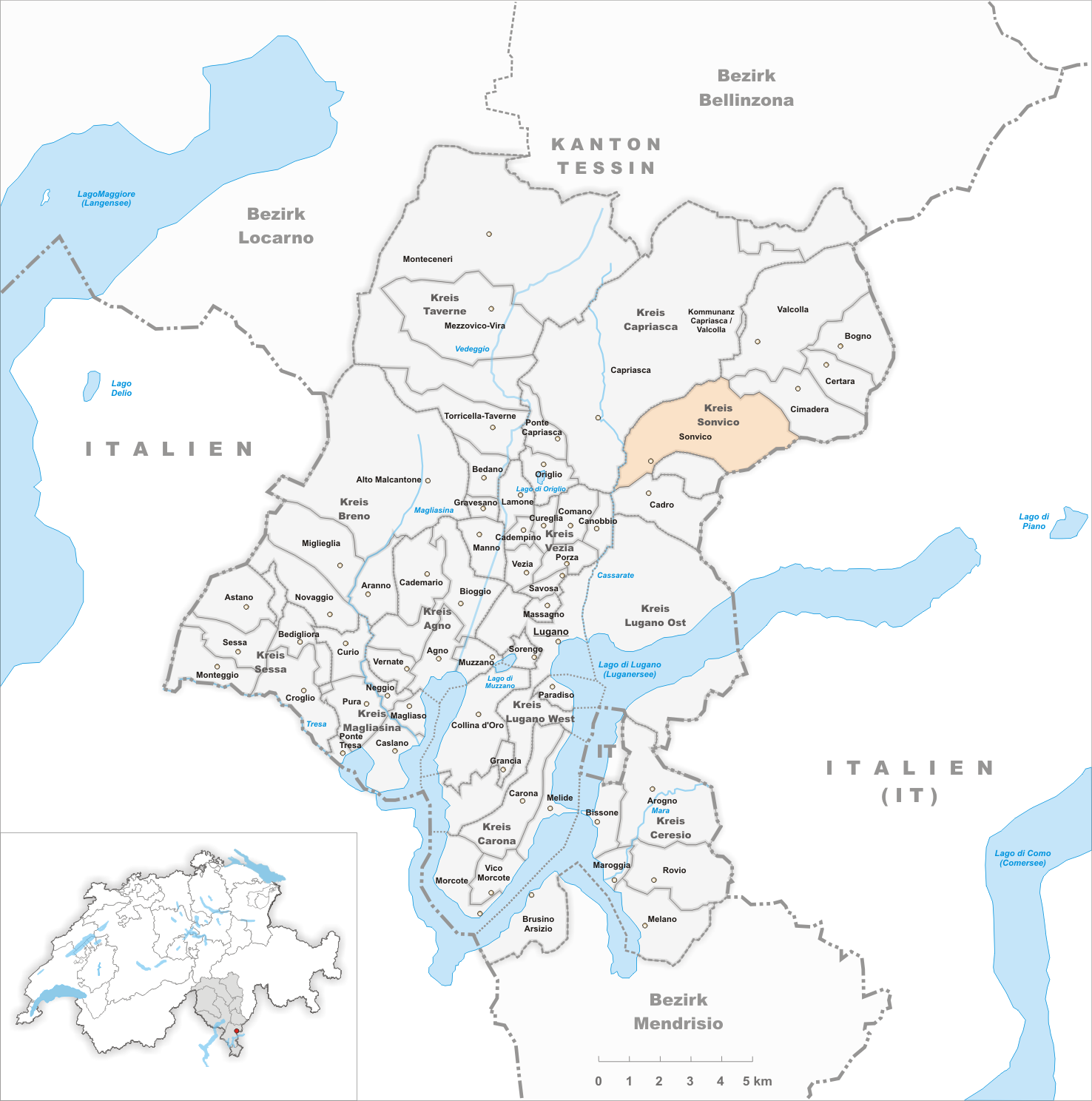
Il territorio del comune di Sonvico prima degli accorpamenti comunali del 2013.

Già comune autonomo dal quale nel 1878 era stata scorporata la località di Cimadera, divenuta a sua volta comune autonomo, e che si estendeva per 11,09 km², nel 2013 è stato incorporato a Lugano assieme agli altri comuni soppressi di Bogno, Cadro, Carona, Certara, Cimadera e Valcolla. L'incorporazione è stata decisa con votazione popolare l'11 marzo 2012 (252 voti favorevoli e 231 contrari) ed è entrata in vigore il 14 aprile 2013,

## Monumenti e luoghi d'interesse

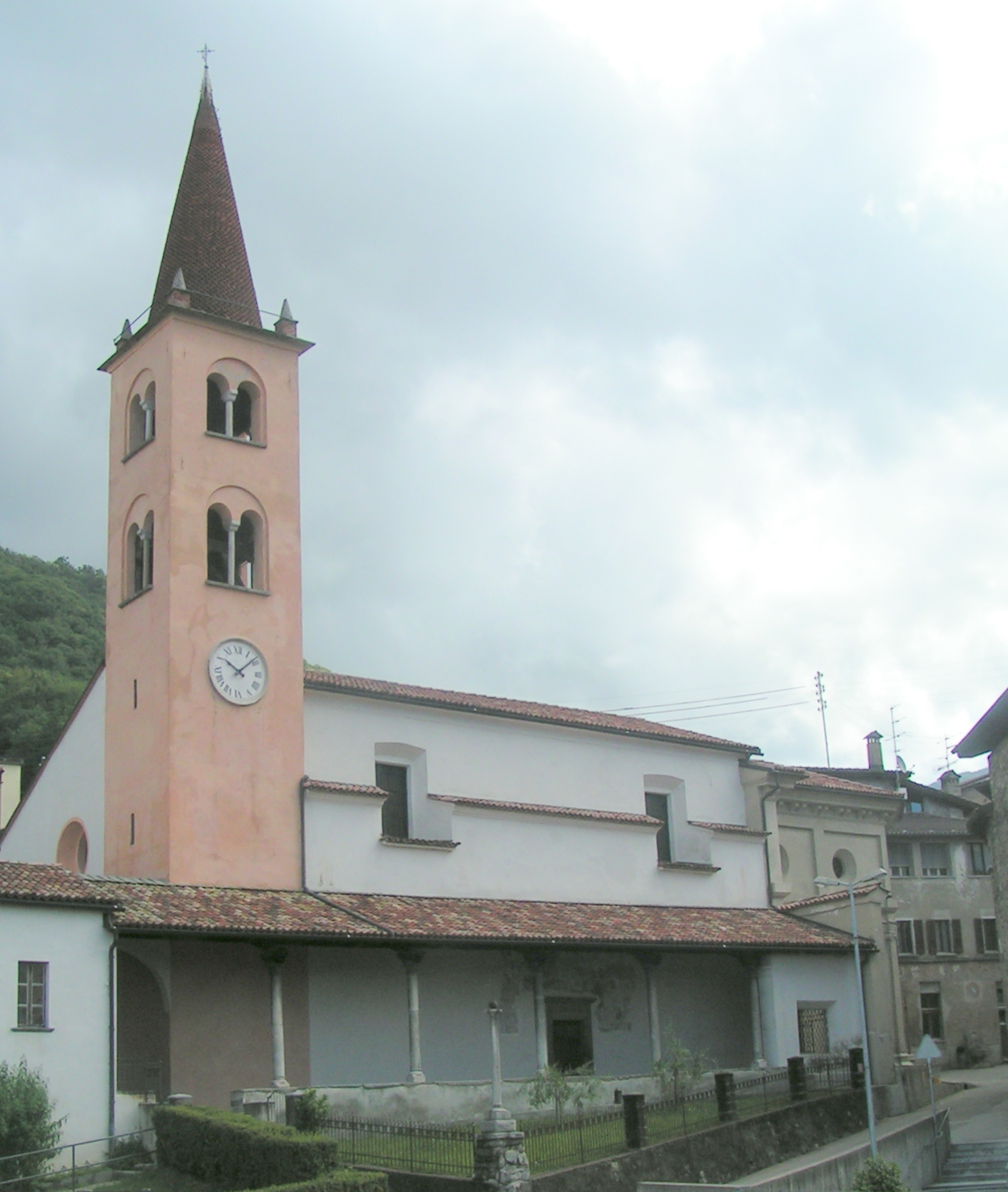
La chiesa di San Giovanni Battista

- Chiesa di San Giovanni Battista, attestata dal 1375[1][16], restaurata nel 2020.
- Chiesa di San Martino, attestata dal 1146[16] ma risalente alla seconda metà del VII secolo[1]; una delle più antiche del Canton Ticino.
- Chiesa di Santa Maria di Loreto, fondata nel 1636[16] da don Simone Lotti[senza fonte].
- Casa della Ragione sulla piazza principale, storico edificio[17] probabilmente sede del potere legislativo della castellanza; sulla facciata dell'edificio sono raffigurati i 12 stemmi dei cantoni[senza fonte];
- Torchio delle noci, antico torchio piemontese a leva fra i più grandi e antichi del cantone[17]; restaurato nel 1983 dal comune, misura 10 metri di lunghezza e il peso si aggira attorno alle cinque tonnellate. La grande leva centrale riporta incisa[senza fonte] la data del 1582[17]. Il torchio serviva sia per la torchiatura delle vinacce sia per quella delle noci (per ottenere olio da pasto e da lume) ed è stato funzionante fino al dopoguerra[quale?][senza fonte].
- Chiesa di San Nazario a Dino, attestata dal 1146 ma rielaborata nel 1879.[16] Internamente, ospita un dipinto di Bernardino Luini[18].
- Chiesetta dei miracoli di Madonna d'Arla del XII secolo

## Società

### Evoluzione demografica
L'evoluzione demografica è riportata nella seguente tabella:
Abitanti censiti

## Cultura
- Archivio Patriziale di Sonvico[senza fonte];
- Archivio Parrocchiale di Sonvico[senza fonte];
- Archivio Comunale di Sonvico[senza fonte].
- Antico Torchio delle Noci
- Carnevale di Zocoron e Porschein
- Filarmonica Unione Sonvico.

## Geografia antropica

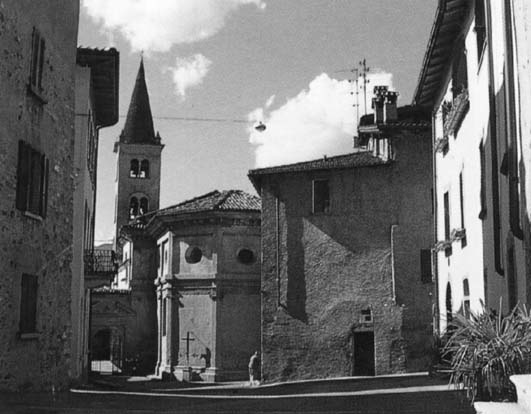
Il centro storico

A sud di Sonvico vi è la frazione Dino, il cui nucleo è stato sventrato negli anni 1980 a causa della costruzione della strada cantonale. Negli anni 1900 al margine del vecchio nucleo sono sorti alcuni edifici di nuova concezione (Hotel della Posta, Villa California, ecc), legati a una prima modernizzazione del paese che ha potuto avvenire anche grazie al denaro guadagnato grazie all'emigrazione.

## Infrastrutture e trasporti
Nel 1911 è stata messa in funzione la ferrovia Lugano-Cadro-Dino che collegava il borgo con il centro di Lugano. La linea, successivamente smantellata, è stata sostituita da un regolare servizio di autobus. Sono presenti la scuola dell'infanzia e le scuole elementari, e l'Opera Charitas fondata da Don Rovelli che fondo' anche la prima cassa rurale Raiffeisen del Ticino.

## Amministrazione
Ogni famiglia originaria del luogo fa parte del cosiddetto comune patriziale e ha la responsabilità della manutenzione di ogni bene ricadente all'interno dei confini del quartiere.